# Chiesa di Santa Maria Assunta (Villa Luganese)
La chiesa di Santa Maria Assunta è un edificio religioso quattrocentesco che si trova nel quartiere di Villa Luganese, a Lugano.

## Storia
La prima menzione dell'edificio risale al 1473. La sua costruzione risale presumibilmente allo stesso secolo e comunque al Basso Medioevo. L'edificio tardogotico fu modificato fra il 1720 e il 1730, quando l'interno fu rimodellato in stile barocco con la realizzazione delle volte.